# Geschwindigkeitsbegrenzer (Aufzug)

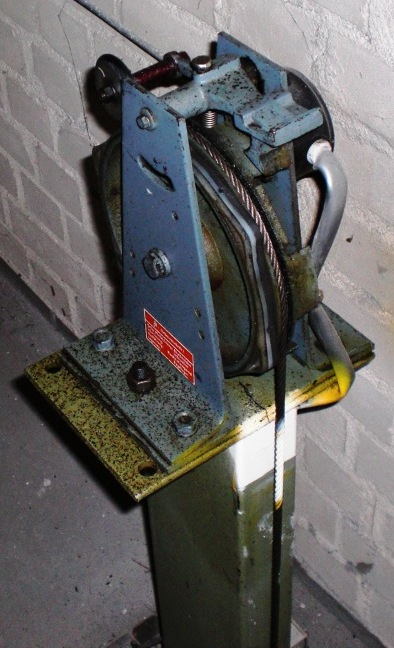
Geschwindigkeitsbegrenzer: Seilrolle mit Nockenbahn und Seil in der Mitte, darüber die Wippe, hinten an der Wippe das Rad, vorne der Haken, unter dem Haken die Sperrklinken

Der Geschwindigkeitsbegrenzer ist ein Sicherheitsbauteil einer Aufzugsanlage. Er verhindert eine zu schnelle Fahrt der Kabine bis hin zum Auf- oder Absturz durch Auslösung einer Fangvorrichtung. Bei Überschreitung eines Grenzwertes wird elektronisch der Antrieb abgeschaltet und mechanisch die Kabine zum Stillstand gebremst. Diese Sicherheitsvorrichtung ist unabhängig von anderen Betriebsteilen des Aufzugs und funktioniert mechanisch, also selbst bei einem Stromausfall. 

## Aufbau
Die Vorrichtung besteht meistens aus einer Seilschlinge, die zwischen je einer Umlenkrolle am unteren und oberen Schachtende verläuft, und einer Fangvorrichtung, die an der Aufzugkabine befestigt ist. Die Fangvorrichtung besteht üblicherweise aus Backen, die die Aufzugführungsschienen umgreifen und im Falle der Auslösung festklemmen. Eine der Umlenkrollen ist eine Seilrolle aus Grauguss mit einem Durchmesser von 150 mm bis über 300 mm. Sie ist mit einer fliehkraftgesteuerten Anordnung versehen, die auslöst, wenn sich die Umlenkrolle zu schnell dreht. Hierzu sind an einer Seite der Rolle eine Nockenbahn, an der anderen Seite mehrere Sperrklinken angegossen. Die Seilrolle ist frei drehend auf einem Achsbolzen gelagert, der wiederum in einem Stahlblechgehäuse befestigt ist. Auf der Nockenbahn rollt ein kleines Rad, das an einer Wippe befestigt ist, an deren anderen Ende sich ein Haken befindet. Durch ein Gewicht oder eine Zugfeder wird das Rad auf die Nockenbahn gedrückt.

Bei hydraulischen Aufzügen, die direkt angetrieben sind, bei denen also keine Seile nötig sind, wird direkt an dem Anschluss des Zylinders eine Rohrbruchsicherung eingebaut. Diese verhindert mit einem vorgespannten Rückschlagventil, dass sich die Kabine zu schnell nach unten bewegt.

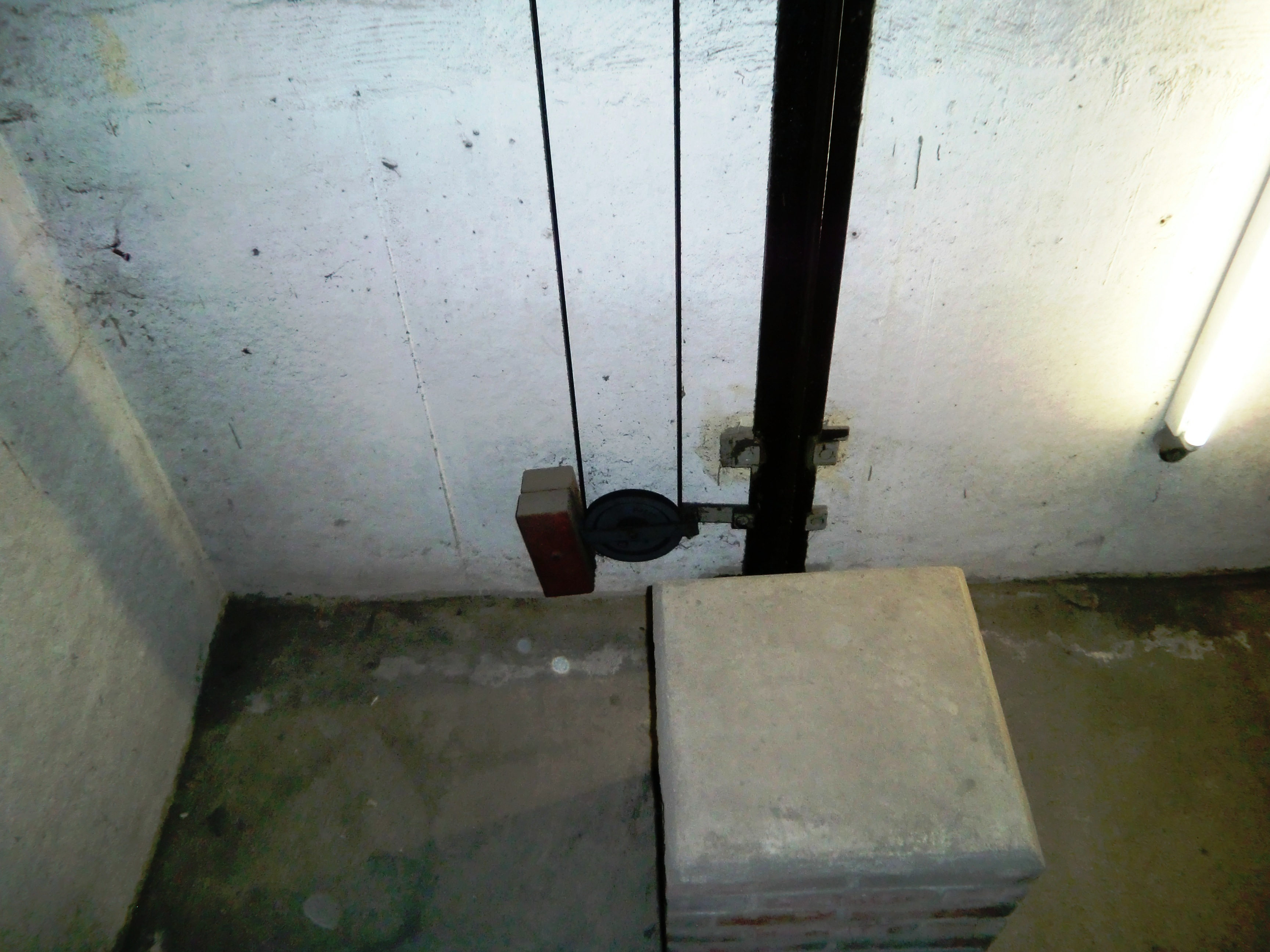
Begrenzerseil mit Umlenkrolle und Spanngewicht in der Schachtgrube, daneben die Führungsschiene

## Funktion
Mit einer Bewegung der Aufzugkabine werden über die Seilschlinge die Umlenkrollen am oberen und unteren Ende des Schachtes in Drehung versetzt. Bei normaler Geschwindigkeit folgt das Rad dem Verlauf der Nockenbahn exakt durch die Andruckkraft der Feder bzw. des Gewichts. Überschreitet die Kabine die durch die Konstruktion festgelegte Auslösegeschwindigkeit, dreht sich die Rolle so schnell, dass das Rad durch seine Trägheit, dem Verlauf der Nockenbahn nicht mehr folgen kann und anfängt zu springen. Der Haken am anderen Ende der Wippe weicht den Sperrklinken nicht mehr aus und wird von diesen erfasst. Die Seilrolle stoppt und über einen Schalter wird der Aufzugmotor abgeschaltet. Gleichzeitig blockiert die Umlenkrolle in ihrer Drehung und stoppt damit den Seillauf. Bewegt sich die Kabine dann noch weiter, zieht das nun unbewegliche Seil die Bremsbacken an der Kabine zusammen, bis der Aufzug steht. Das Abbremsen der Kabine durch die Bremsfangvorrichtung darf eine Verzögerung von 1G (einfache Erdanziehungskraft) nicht überschreiten. Ältere Anlagen wirkten nur bei einem Absturz nach unten, neuere Anlagen bremsen die Kabine in beiden Bewegungsrichtungen. 